# Florian Ziemiałkowski

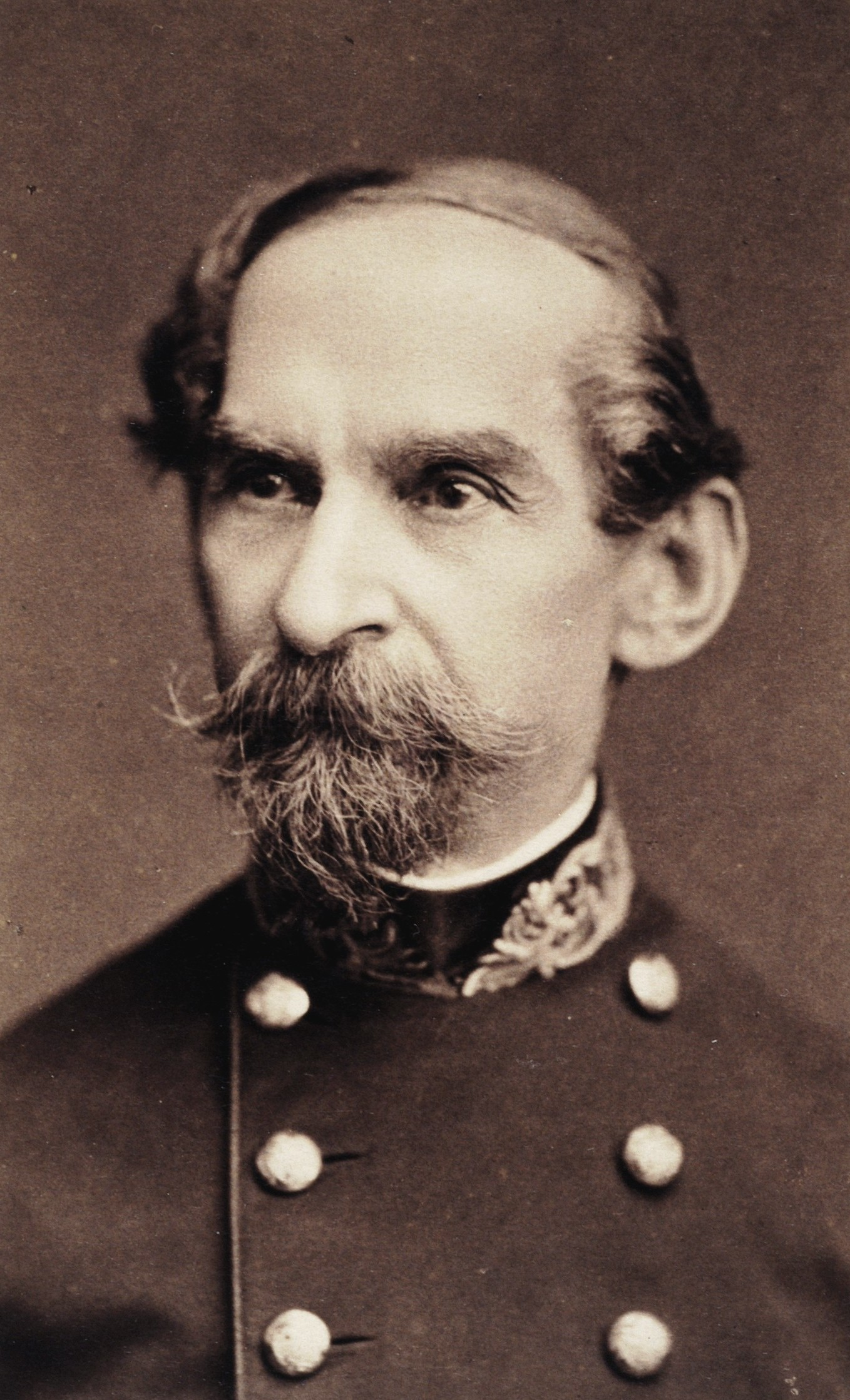
Florian Ziemiałkowski

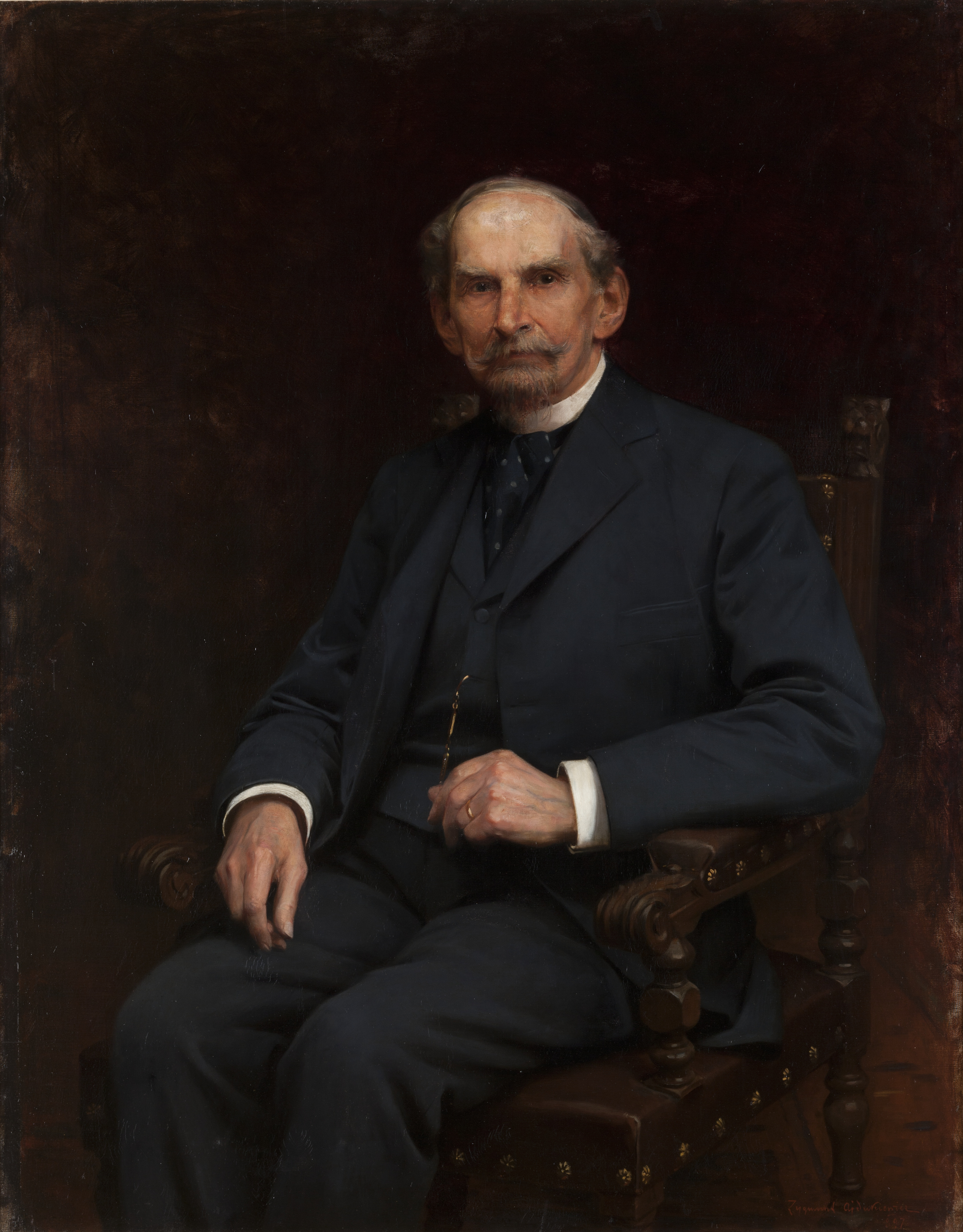
Florian von Ziemiałkowski, porträtiert von Zygmunt Ajdukiewicz (1897)

Florian Ziemiałkowski, ab 1880 Freiherr von Ziemiałkowski (* 27. Dezember 1817 in Berezowica Mała, Bezirk Zbaraż/Galizien; † 27. März 1900 in Wien) war ein polnischer Politiker und Jurist. Er war Abgeordneter zum Österreichischen Abgeordnetenhaus, Mitglied des Herrenhauses und Abgeordneter zum Galizischen Landtag.

## Leben
Florian Ziemiałkowski wurde als Sohn des Kochs Michał Ziemiałkowski geboren. Er besuchte die Volksschule und zwischen 1827 und 1833 das Jesuitengymnasium in Tarnopol. Er absolvierte von 1833 bis 1835 Philosophische Jahrgänge und studierte im Anschluss von 1835 bis 1838 Rechtswissenschaft an der Universität Lemberg, wo er 1840 auch zum Dr. iur. promovierte.
Ziemiałkowski arbeitete von 1837 bis 1839 als Hofmeister bei der Großhändler-Familie Kriegshaber in Wien und Vöslau und wechselte 1840 als Konzeptspraktikant an die Kammerprokuratur in Lemberg. Im März 1841 wurde Ziemiałkowski Adjunkt der juridisch-politischen Studien an der Universität Lemberg. Nachdem sich Ziemiałkowski in den 1830er und 1840er Jahren an Verschwörungsorganisationen beteiligt hatte und Mitglied des Polnischen Volksverbandes (Stowarzyszenie Ludu Polskiego) sowie der „Młoda Sarmacja“ geworden war, wurde er im August 1841 wegen Verdachts auf Verrat verhaftet. Er befand sich 1843 zusammen mit Franciszek Smolka in einem  Gefängnis in einem Kloster in Lemberg und wurde am 21. Jänner 1845 zusammen mit zwölf Gefährten (einschließlich Smolka) zum Tod durch Erhängen verurteilt. Auf Grund der gleichzeitig erfolgten Fürsprache des Präsidenten von Lemberg Franz Krieg erhielt er eine königliche Amnestie und wurde umgehend enthaftet.
Mit seiner Verurteilung hatte Ziemiałkowski seine gesetzlichen Rechte verloren und arbeitete zunächst in privaten Anwaltskanzleien als Rechtsberater. Zudem verlor er sein Doktorat, das er erst 1849 wieder erhielt. Im August 1849 wurde er nach Meran verbannt, kehrte jedoch bereits 1850 wieder nach Lemberg zurück, wo er wieder Arbeit als Advokaturskonzipient fand. Er legte die Advokatursprüfung ab, erhielt jedoch keine Genehmigung zur Ausübung der Tätigkeit. Er wurde schließlich 1860 Rechtskonsulent der Lemberger Filiale der Credit-Anstalt, im Juli 1863 jedoch neuerlich  wegen Verdachts der Teilnahme am polnischen Aufstand verhaftet. Ziemiałkowski wurde im Mai 1864 zu drei Jahren Haft verurteilt, jedoch schon im November 1865 entlassen. Er kehrte in der Folge zu seiner Tätigkeit für die Credit-Anstalt in Lemberg zurück.
Ziemiałkowski war von 1869 bis 1883 Mitglied des Reichsgericht. Er gehörte von 1861 bis 1863 von 1867 bis 1869 sowie von 1870 bis 1895 als Abgeordneter dem galizischer Landtag an, zudem war er zwischen 1861 und 1863 sowie von 1868 bis 1870 Mitglied des Landesausschusses. Zwischen dem 21. April 1873 und dem 11. Oktober 1888 fungierte er zudem als Minister ohne Portefeuille im Ministerium A. Auersperg. Zudem wirkte er von 1871 bis 1873 als Bürgermeister von Lemberg.
Ziemiałkowski war zwischen dem 26. Juli 1848 und dem 7. März 1849 Mitglied des Reichstags für den galizischen 1. Wahlbezirk Lemberg. Er gehörte ab dem 20. Mai 1867 dem Abgeordnetenhaus als Abgeordneter der Stadt Lemberg an, trat jedoch mit vielen anderen galizischen Abgeordneten bei Eröffnung des Landtags am 15. September 1869 wegen Konflikts über die galizische Resolution zurück. Ab dem 4. November 1873 vertrat Ziemiałkowski den 2. Wahlbezirk der Landgemeinden (Biała, Kenty, Oświęcim, Saybusch, Milówka, Slemień) im Abgeordnetenhaus, wo er diesen Wahlkreis bis zu seiner Berufung ins Herrenhaus am 11. Oktober 1888 vertrat. Er war im Abgeordnetenhaus Mitglied im Polenklub (Koło polskie) und von Mai 1867 bis 23. Oktober 1868 dessen Obmann. Zudem war er vom 20. Mai 1867 bis zum 22. Dezember 1867 sowie vom 22. Dezember 1867 bis zum 15. Mai 1869 Zweiter Vizepräsident des Abgeordnetenhauses. Im Herrenhaus war Ziemiałkowski fraktionslos.
Ziemiałkowski war ab 1858 mit Helena Dylewska, Tochter von Marian Dylewski verheiratet. Die Ehe blieb kinderlos.

## Ehrungen
- Verleihung der Geheimen Ratswürde
- Orden der Eisernen Krone I. Klasse
- Beförderung in den Freiherrenstand (1880)

## Schriften
- Memoiren: Pamietniki. Herausgegeben von Helena Ziemiałkowska, 4 Teile (Krakau 1904)